# 大沙镇 (都昌县)
大沙镇，是中华人民共和国江西省九江市都昌县下辖的一个乡镇级行政单位。

## 行政区划
大沙镇下辖以下地区：
大沙社区、沿湖村、官山村、黄香村、太阳村、茅铺村、店前村、南垅村、横山村、火星村和三里村。